# Seminario Metropolitano de Valencia
El  Seminario Metropolitano de Valencia es un seminario católico situado en Moncada. Fue autorizado en 1769 como seminario conciliar. Actualmente, el seminario mayor se encuentra en Moncada y comparte las instalaciones con el CEU San Pablo. El seminario menor se encuentra en Játiva.

## Historia
La primera sede del seminario fue, en 1790, en el edificio de la Casa Profesa de la Compañía de Jesús en Valencia, con el arzobispo Francisco Fabián y Fuero.

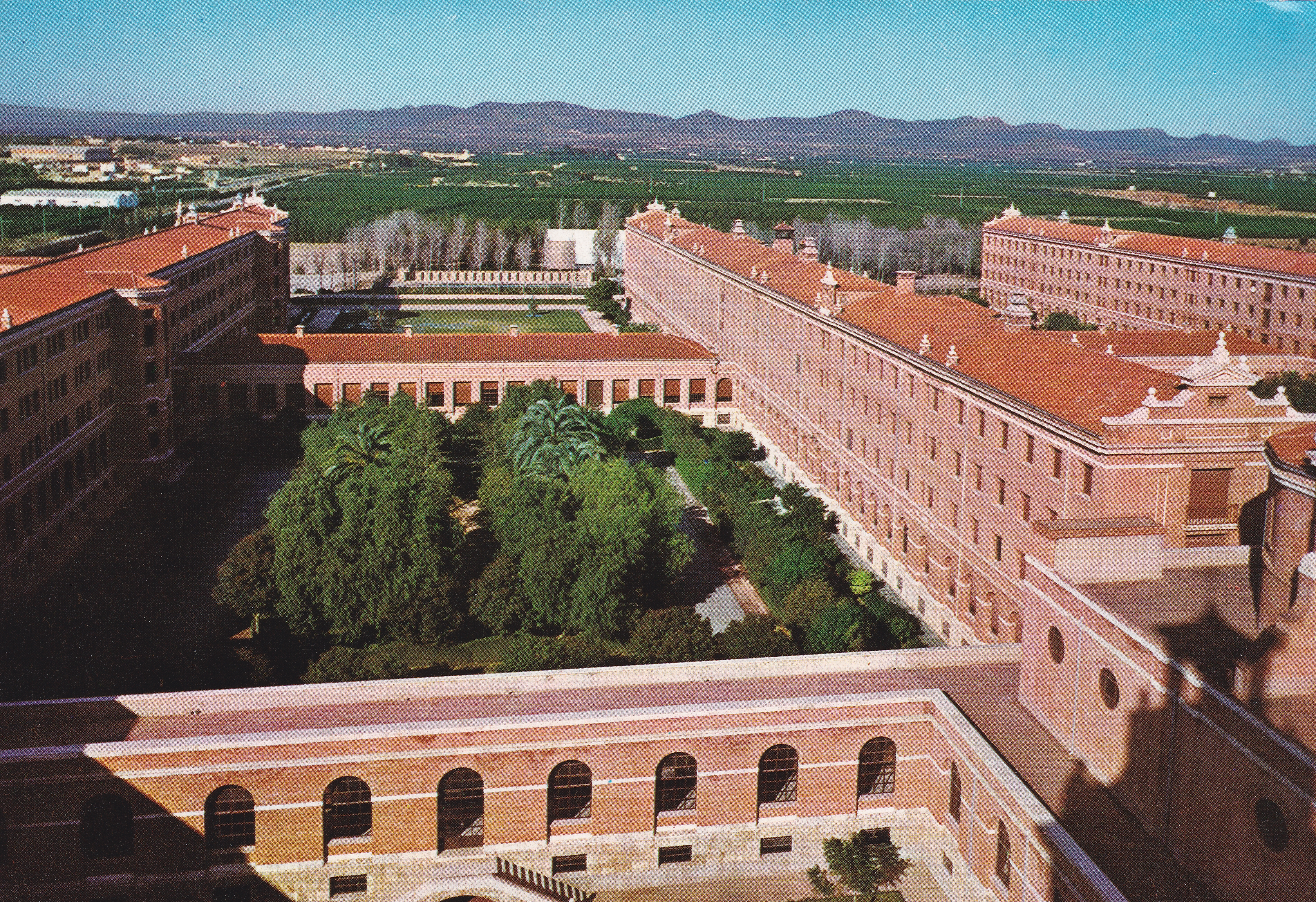
Vista aérea del seminario.

El obispo auxiliar, Melchor Serrano fue el primer rector que comenzó con veinte seminaristas. El incremento constante de seminaristas (1300 en el curso 1891-92) hizo que se tuvieran que acondicionar algunas dependencias de la calle Trinatarios. En 1939 es nombrado rector Antonio Rodilla Zanón. En 1948 el seminario se traslada al nuevo edificio situado en Moncada en el cual se habían construido el pabellón central y los dos transversales. El proyecto de este edificio fue realizado en 1944 por el arquitecto Vicente Traver Tomás que también había proyectado el Palacio Arzobispal de Valencia.
En 1956, por primera vez en el nuevo edificio de Moncada, se nombra a un rector para el Seminario Menor: D. Francisco Gabarda Cardona, el cual será rector del Seminario Menor y vicerrector del Seminario Metropolitano.
En 1966 se inauguró la iglesia y se dio por acabado el edificio del nuevo seminario. En 1967 el estado clasifica el Seminario Menor como “Colegio de Enseñanza Media reconocido de Grado Superior”. Esto hace que se presente como “Centro Diocesano de Enseñanza Media”, de manera que pueden acceder alumnos externos. Contaba con 613 alumnos. 

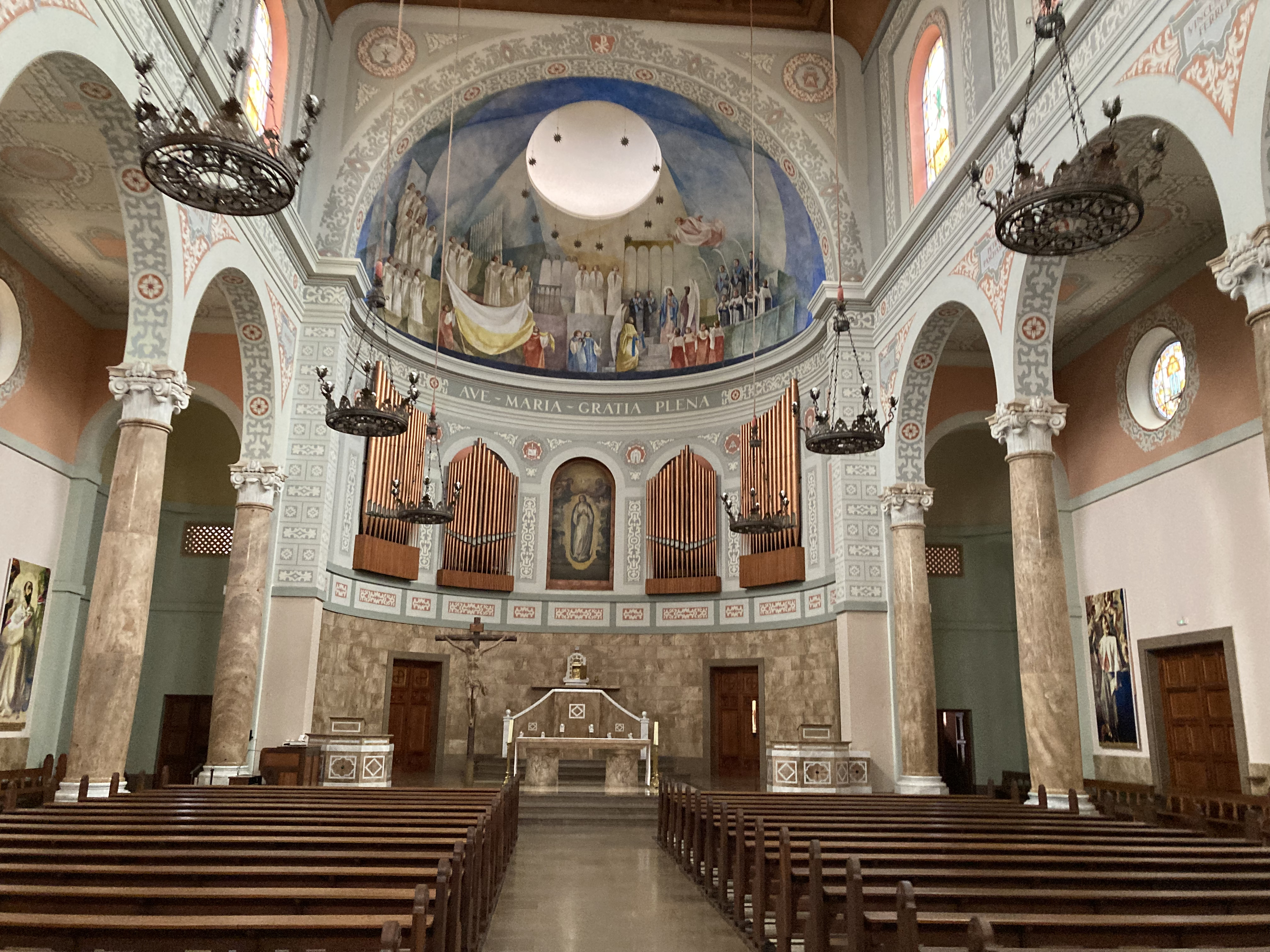
Iglesia del Seminario.

El director del seminario menor era Manuel Guillén Marco i el superior de primeo de bachillerato José María Monzó García. José María García Lahiguera, Arzobispo de Valencia, nombra en septiembre de 1969 nuevo rector a Rafael Sanus Abad, que substituyó a Antonio Rodilla Zanón. "El Seminario conoció una nueva estructuración en comunidades más reducidas y el régimen de vida fue mucho más abierto, siguiendo el espíritu del Concilio Vaticano II".
En 1974 monseñor José María García Lahiguera decide trasladar a Játiva el seminario menor, nombrando como rector a José Vilaplana Blasco. De esta manera, los seminaristas de EGB cursan los estudios en el colegio Claret y los de BUP y COU en el Instituto José de Ribera.
En 1976 se realizó el relevo de Rafael Sanus Abad al frente del seminario mayor y le sucedió Honorato Ros Llopis, que fue rector hasta junio de 1979, año en que le sucedió Juan Antonio Reig Pla. En junio de 1977 el nuevo arzobispo Miguel Roca Cabanellas, dado el número bien reducido de seminaristas, decidió trasladar el seminario mayor de Moncada a Valencia, en la calle Trinquete de Caballeros. En 1980 el seminario menor deja Játiva y se instala de nuevo en un pabellón del edificio del seminario de Moncada. Se decidió reducir progresivamente el Seminario a BUP – COU, no admitiendo alumnos para EGB. Los seminaristas estudiarán en el colegio CEU San Pablo.
En enero de 1985 fue nombrado rector del seminario Agustín Cortés Soriano. Desde ese curso, los seminaristas mayores regresan progresivamente desde la casa de Valencia al Seminario de Moncada. En 1995 el seminario menor pasa a ubicarse de nuevo en la ciudad de Játiva, estudiando los seminaristas en el colegio Claret.